# Diogmites grossus
Diogmites grossus là một loài ruồi trong họ Asilidae. Diogmites grossus được Bromley miêu tả năm 1936. Loài này phân bố ở vùng Tân Bắc giới.